# Command & Conquer: Red Alert 2
Command & Conquer: Red Alert 2 es un videojuego de estrategia en tiempo real para PC (Windows 98 en adelante), secuela de Command & Conquer: Red Alert cuyos eventos tienen lugar entre finales de los años 1960 y principios de los años 1970 según información que se muestra en ciertas partes del juego. Se le considera uno de los grandes exponentes de su género. Creado por Westwood Studios y publicado por Electronic Arts en el año 2000.

## Inicio del juego
Red Alert se desarrollaba en un universo paralelo en el que Einstein consiguió, en 1946, construir una máquina del tiempo para viajar atrás en el tiempo, a 1924, y, al darle un apretón de manos a Adolf Hitler, eliminarle de la línea temporal. Cuando Einstein vuelve a su época, descubre que, en efecto, el partido nazi no ha conseguido nunca llegar al poder en Alemania, pero como contrapartida una fortalecida Unión Soviética ataca Europa Occidental. Tras una devastadora guerra, los ejércitos Aliados vencieron a los soviéticos y establecieron a Romanov, un títere de los estadounidenses, como secretario general soviético.
En Red Alert 2, el sediento de poder Romanov, junto a su ayudante, el misterioso psíquico Yuri, y otros líderes soviéticos, lanzan una invasión contra los Estados Unidos, los cuales se ven sorprendidos en un momento inicial pero comienzan poco después a reagruparse y luchar.
El desarrollo de la historia depende del bando que el jugador elija, ya sea la lucha para reconquistar Estados Unidos, y después contraatacar a los rusos en el corazón de Moscú, o la campaña soviética para conquistar el mundo
(si se juega la campaña soviética, estos les ganan a los aliados; si se juega la campaña aliada, esta le gana a los soviéticos, como en Red Alert "1").

## Fuerzas en combate
Hay tres bandos, los Aliados  los Soviéticos y los Extranjeros, cada uno con diferentes unidades, habilidades y edificaciones, aunque los edificios básicos son casi los mismos. Cada bando está integrado por un grupo de naciones que poseen una unidad, construcción o habilidad única cada una.

## Aliados
Los aliados se caracterizan por su alta tecnología, vehículos de poca resistencia y eventualmente en un medio poder de fuego en comparación con la fuerza de los carros de combate soviéticos, y la gran velocidad de sus vehículos. Su infantería se encuentra mucho mejor preparada para el combate y su fuerza aérea es mucho más versátil que la soviética. Su Marina de guerra es comparable a la Soviética. Su tecnología típica sería la prisma, como las Torres Prisma (Invento de Albert Einstein) que pueden unir sus rayos si están a una distancia propicia y lanzar un rayo acumulado sobre el enemigo o los tanques prisma, poderosos vehículos capaces de disparar un rayo que al alcanzar el objetivo se "subdivide" hacia los enemigos más cercanos y sin olvidar la tecnología de la cronosfera que puede transportar unidades mecánicas y los cronolegionarios a cualquier parte del mapa donde haya tierra y hacer desaparecer cualquier enemigo terrestre.
- Aliados (Super Armas):

▪ Weather Controller (Controlador del clima): Aparato inventado por los aliados que tiene la capacidad de crear poderosas y destructivas tormentas sobre el enemigo que duran aproximadamente 10 segundos, dejándolo sin energía y ocasionando graves daños a sus edificios.
▪ Cronosphere (Cronoesfera): Superarma que tiene la capacidad de trasladar vehículos (marinos y terrestres) a cualquier parte del mapa, perfecta para pasar sin problemas las líneas de defensa enemigas. Solo tiene la capacidad de transportar 9 vehículos en conjuntos. También puede ser usada como arma contra soldados enemigos, ya que los elimina (solo lleva máquinas, no humanos).

### Elementos únicos según el país
- Corea

Unidad Especial:
Águilas Negras: Aviones de combate aéreo, poseen más resistencia al fuego antiaéreo y más poder de destrucción que los cazas normales.
- Francia

Construcción Especial:
Gran Cañón: Descomunal cañón de fuego, utilizado para la defensa, de largo alcance y capaz de hacer desaparecer grupos enteros de soldados o tanques con sus disparos.
- Inglaterra

Unidad Especial:
Francotirador (Sniper): Soldado especializado en ataque a gran distancia, muy efectivo contra soldados pero pésimo contra unidades mecánicas.
- Estados Unidos

Habilidad Especial:
Paracaidistas: Envía de soldados por vía aérea cada cierto tiempo. Esta habilidad solo la tiene EE. UU. a condición de construir antes un aeropuerto. Además en varios mapas existen aeródromos los cuales pueden ser capturados con un ingeniero y le otorgan tropas paracaidistas a cualquier bando en el mapa. Sin embargo, la habilidad provee de 2 paracaidistas extra y se recarga más rápido que cuando se captura un aeródromo.
- Alemania

Unidad Especial:
Cazatanques: Unidad mecánica, excelente contra tanques pero poco efectivo contra soldados y construcciones y la unidad Rusa "Terror Drone".

### Personajes aliados
- Michael Dugan: Presidente de los Estados Unidos.
- Teniente Eva Lee: Principal ayudante del Comandante (El jugador) al cual asesora en todas las misiones proporcionándole datos acerca de las fuerzas soviéticas y los objetivos de la misión.
- Tanya Adams: Comando especial de las fuerzas aliadas, posee múltiples habilidades como plantar bombas C4 en barcos y edificios, nadar y matar soldados de un solo tiro con sus 2 pistolas. Es pésima en combate contra vehículos.
- General Carville: es el comandante en jefe de las Fuerzas Armadas Norteamericanas. Muere en una de las misiones por efecto de un ataque suicida.
- Albert Einstein: físico alemán, colabora con las fuerzas aliadas entregando sus inventos para combatir a los soviéticos.

## Unidades aliadas
- GI: Unidad básica de infantería de los Aliados, puede rodearse de bolsas de arena y desplegar una ametralladora pesada. Es muy efectivo contra edificios y otras unidades básicas de infantería.
- Rocketeer (Cohetero): Unidad de infantería que se mueve volando mediante unos propulsores en su espalda, está armado con dos ametralladoras ligeras, es efectivo en grupos grandes.
- Attack Dog (Perro de ataque): Un pastor alemán, puede liquidar a la infantería de una sola mordida y detecta a los espías.
- Engineer (Ingeniero): Puede capturar edificios enemigos o neutrales, y reparar gratuitamente los edificios propios y civiles. No ataca y su defensa es nula y puede quitar bombas de los Crazy Ivan rusos.
- Spy (Espía): Posee la habilidad de disfrazarse de cualquier unidad enemiga o amiga, e infiltrarse en edificios enemigos. El efecto varía según el edificio:

-Power Plant (Planta de Poder)/Tesla Reactor (Reactor de Tesla)/Nuclear Reactor (Reactor Nuclear): La base enemiga queda sin energía por un minuto y 8 segundos.
-Ore Refinery (Refinería de Minerales): Roba una parte del dinero.
-Barracks (Barracas): Tus unidades de infantería se crearán en rango de veteranos.
-War Factories (Fábricas de Guerra): Tus tanques se crearán en rango veterano.
-Battle Labs (Laboratorios de Batalla): Otorga unidades secretas según el laboratorio de batalla que hayas puesto al Espía (Chrono Commando, Chrono Ivan y PsiCommando).
- Tanya: Comando especial de las fuerzas Aliadas, posee múltiples habilidades como plantar bombas C4 en barcos y edificios, nadar y matar soldados de un solo tiro con sus 2 pistolas. Es pésima en combate contra vehículos. Sin embargo puede hacerlos estallar poniéndoles una bomba si logra acercarse lo suficiente.
- Navy Seal: Unidad de Fuerzas Especiales Navales muy eficientes contra la infantería enemiga, pueden poner bombas en edificios y buques, y nadar velozmente. No son eficientes en el combate contra vehículos terrestres. Son técnicamente lo mismo que Tanya.
- Chrono Legionaire (CronoLegionario): Unidad de élite de los aliados, puede teletransportarse, y ataca con un rayo que elimina al objetivo de la línea temporal. Su debilidad es que, al teletransportarse, se queda congelado, dependiendo de la distancia, se quedará más tiempo congelado (más lejos, más tiempo) y eso lo vuelve vulnerable ante cualquier ataque

## Vehículos aliados
- Grizzly Battle Tank (Tanque de Batalla Grizzly): Vehículo estándar de los Aliados, está equipado con un cañón de 105mm, es bastante rápido y de resistencia moderada y su poder de ataque es medio.
- Chrono Miner (Crono minero): Recolector de recursos Aliado. Es bastante rápido y se teletransporta a la refinería al terminar de recolectar. Junta 500 de oro y junta 1000 en gemas.
- IFV: Vehículo de poca resistencia pero alta velocidad, ataca lanzando cohetes, pero se puede cambiar el arma si se introduce una unidad de infantería (si se introduce un ingeniero se transforma en una unidad que repara otros vehículos, si se introduce un espía se transforma en una unidad con una ametralladora, si se equipa a un SEAL, es temible contra la infantería.).
- Harrier: Avión de asalto de los Aliados, ataca lanzando una bomba más o menos potente, se pueden tener 4 por aeropuerto.
- Nighthawk Transport (Transporte Nighthawk): Helicóptero de transporte. Puede llevar 5 unidades de infantería. Está equipado con una ametralladora ligera.
- Mirage Tank (Tanque Espejismo): Tanque Elite, posee la habilidad de disfrazarse de árbol cuando está detenido, está equipado con un cañón de pulso bastante potente contra Tanques e infantería , pésimo contra construcciones.
- Prism Tank (Tanque Prisma): Está equipado con un cañón prisma de largo alcance, muy potente contra edificios, además al disparar contra unidades enemigas se subdivide y ataca a todas las unidades cercanas.

## Embarcaciones aliadas
- Transport Amphibious (Transporte anfibio):Transporte con capacidad para hasta 12 unidades. Puede navegar tanto por tierra como por mar.
- Destroyer (Destructor): Barco bien defendido armado con un cañón de 155mm., puede detectar submarinos y atacarlos con cargas de profundidad mediante una aeronave
- Aegis Crucier (Crucero Aegis): Buque con lanzamisiles, ataca lanzando una tormenta de misiles sobre el objetivo, solo ataca unidades de aire.
- Aircraft Carrier (Portaaviones): Como su nombre lo indica, ataca a gran distancia enviando 3 aviones a lanzar sus misiles sobre el objetivo. Muy útil en grupos grandes
- Dolphin (Delfín): Ataca lanzando pulsos sónicos, detecta submarinos, y puede liberar a los barcos de los calamares gigantes, pueden ser realmente molestos si tu rival los utiliza.

## Soviéticos
Los soviéticos son la fuerza invasora. Se caracterizan por poseer tropas con una menor resistencia pero son mortales en un gran número, sin olvidar sus vehículos de gran poder de fuego pero con una velocidad considerablemente más baja que los vehículos aliados. Su fuerza aérea consta solo de una nave (Kierov's Airship, un zepelín lento, pero con capacidad de bombardeo para dañar duramente cualquier edificio). La marina de guerra es equiparable a la marina aliada. Su tecnología típica sería la ciencia Tesla, es decir el uso de electricidad, como en sus torres Tesla, capaces de enviar potentes rayos sobre los enemigos y que además pueden ser fortalecidas por medio de choques eléctricos proporcionados por los soldados Tesla. Además, Rusia posee los tanques Tesla, vehículos con poderosas torretas eléctricas que pueden provocar cortocircuitos a otros blindados y técnicamente vaporizar a los soldados enemigos, no olvidemos la capacidad de los soviéticos de crear una economía más estable y con la facilidad de generar energía a un costo muy bajo con sus plantas nucleares. 
- Soviéticos (Super Armas):

▪ Nuclear Misil (Misil Nuclear): Los soviéticos tienen el arma más poderosa de todas: un misil nuclear táctico que puede eliminar una base enemiga de tamaño mediano y si quedan unidades sobrevivientes mueren por la radiación que se mantiene por 10 segundos.
▪ Iron Curtain (Cortina de Acero): Los soviéticos han creado este aparato que le da la capacidad de volver invulnerable a cualquiera de sus vehículos (marinos o terrestres) por 20 segundos solo en conjuntos de 9 vehículos.

Unidades Especiales según el país:
- Libia

Unidad Especial:
Camión de Demolición: Unidad suicida, se autodestruye al contacto con el enemigo, el brillo radiactivo es tan intenso como el de un misil nuclear. Puede derretir todos los soldados de la zona.
- Cuba

Unidad Especial:
Terrorista: Soldado Kamikaze de destrucción, tiene los mismos efectos que el de una explosión de Refinería de Petróleo.
- Irak

Unidad Especial:
Desolador: Soldado radioactivo. Especialista de destrucción, derrite unidades humanas de un solo disparo, capaz de provocar un aura radiactiva tan potente que destruye tanques si se quedan expuesto al aura el tiempo suficiente. El aura radiactiva afecta a todas las unidades en el rango, incluyendo tus unidades.
- Rusia

Unidad Especial:
Tanque Tesla: Unidad mecánica de ataque eléctrico, descarga un potente rayo que vaporiza un soldado de un tiro, y de dos destruye un tanque.

### Personajes soviéticos
- Alexander Romanov: el díscolo y poco ortodoxo primer ministro de la URSS, emparentado con la dinastía de los zares, fue puesto al mando del gobierno de la URSS después de la derrota de Stalin en los 50'.
- General Vladimir: es el más experimentado y leal de los generales soviéticos, se le encomienda la misión de conquistar Estados Unidos
- Teniente Zofia: es la encargada de asesorar al Camarada General (el jugador) acerca de las estrategias enemigas, tecnologías en juego y características de la misión
- Yuri: mano derecha de Romanov y encargado de la tecnología psíquica empleada por los soviéticos en su campaña militar a través del mundo. Tiene capacidades de control mental que emplea ampliamente a través de la campaña

## Unidades soviéticas
- Conscript (Recluta): Unidad básica de infantería, es la más barata del juego (cuesta solo $100 en comparación a los $200 que cuesta un GI) y tiene un ataque ligeramente superior al del GI (Cuando no está en modo despliegue).
- Flak Trooper (Tropa Flak): Guerrero equipado con un cañón Flak personal , es bastante efectivo contra unidades de aire, aunque disminuye su desempeño contra unidades de tierra , potente contra soldados.
- Attack Dog (Perro de presa): Un husky siberiano, puede liquidar a la infantería de un solo mordisco. Es el enemigo jurado de los espías, pues puede detectarlos.
- Engineer (Ingeniero): Puede capturar edificios enemigos o neutrales, y reparar gratuitamente los edificios propios y civiles. No ataca y su defensa es nula.
- Tesla Trooper (Tropa Tesla): Unidad Veterana de los soviéticos, posee una bobina de tesla personal y puede potenciar los Tesla Coils.
- Crazy Ivan (El Loco Ivan): Unidad especial de los soviéticos, puede colocar bombas en las unidades y edificios enemigos, éstas se detonan luego de un tiempo.
- Yuri: Mano derecha de Romanov y encargado de la tecnología psíquica empleada por los soviéticos en su campaña militar a través del mundo. En batalla puede controlar la mente de las unidades enemigas (a excepción de los perros de ataque), o crear una explosión de energía psíquica que mata a todas las unidades de infantería en su radio de acción.

## Vehículos soviéticos
- Rhino Heavy Tank (Tanque Pesado Rhino): Tanque estándar de los soviéticos, posee una armadura mayor a la de los tanques Grizzly, y está armado con un cañón de 120mm.
- War Miner (Minero de Guerra): Recolector de recursos soviético, tiene una resistencia extraordinaria, reúne 1000 de oro, y está armado con un cañón automático de 20mm, pero en contrapartida es más lento.
- Flak Track (Camión Flak): es una especie de APC equipado con un cañón flak, puede llevar 5 unidades de infantería, es bastante efectivo contra unidades de aire.
- V3 Launcher (Lanzador de V3): Camión que lanzacohetes V3, bueno contra estructuras.
- Terror Drone (Dron del Terror): Robot que se introduce en los tanques y los destruye, si infectan a una unidad se los puede destruir llevando la unidad al service depot, o destruyendo la unidad misma.
- Apocalypse Tank (Tanque Apocalipsis): Tanque pesado de los soviéticos, posee un blindaje muy grueso y está armado con 2 cañones de 120mm., y paquetes de misiles para ataque antiaéreo. Son casi invencibles si se decide atacar con grandes grupos.
- Kirov Airship (Dirigible Kirov): Un zepelín muy lento y bastante resistente, lanza bombas muy potentes y sin necesidad de recargarlas.

## Embarcaciones soviéticas
- Amphibious Transport (Transporte anfibio): Transporte con capacidad de hasta 12 unidades.
- Attack Sub (Submarino de Ataque): Submarino equipado con misiles, efectivo si se manda en grupo.
- Sea Scorpion (Escorpión del Mar): Barco equipado con un cañón flak, es muy efectivo contra unidades de aire.
- Dreadnought (Acorazado): Lanza potentes misiles a larga distancia.
- Giant Squid (Calamar Gigante): Enrolla sus tentáculos en las embarcaciones enemigas, sacudiéndolas hasta que queden destruidas.

## Banda sonora
Está compuesta en esta forma:
1. Hell march 2
2. Industro funk
3. Ready the army
4. Grinder
5. In deep
6. Motorized
7. Power
8. 200 meters
9. Destroy
10. Burn
11. Probing
12. Blow it up
13. Eagle hunter
14. Fortification
15. Jank
16. C&C in the house

## Los Extranjeros
Sus fuerzas no son muy extensas en si pero su mayor fortaleza, sería que las unidades de despliegue son generalmente en las fuerzas aéreas que tienen la habilidad se subir de rango con más rapidez que el resto de las tropas y que otras unidades de los demás ejércitos aunque su debilidad son las tropas pesadas (tanques y submarinos).
Debido a dichas debilidades es que más del 60% de los jugadores no las utilizan, esto conlleva  a que en su tiempo de groaría lo llevaran a más incrementos de potenciadores un sus tropas, pero aun así los jugadores no las utilizaban con frecuencia dejando de aumentar ese lado y comenzar a nivelar los otros lados.

## Recepción
| Alerta Roja 2         |      |              |
| Página                | País | Calificación |
| Computer Gaming World | US   | 4/5          |
| GameSpot              | US   | 85 %         |
| Gen4                  | FR   | 13/20        |
| Joystick              | FR   | 85 %         |
| Next Generation       | US   | 4/5          |
| PC Gamer UK           | GB   | 92 %         |
| PC Gamer US           | US   | 85 %         |
| PC Zone               | US   | 82 %         |